# 에어 알바니아
에어 알바니아(영어: Air Albania)는 알바니아의 국책 항공사로 허브 공항으로는 너너테레사 티라나 국제공항을 이용하고 있으며 창립 파트너인 터키항공이 에어 알바니아의 49.12%를 소유하고 있다.

## 역사
2011년 알바니아의 전 국책 항공사였던 알바니아 항공이 설립된지 20년만에 면허 취소 처분을 받음과 동시에 역사 속으로 사라지면서 알바니아에는 5년동안 메이저 항공사가 존재하지 않았다.
그러다가 2017년 알바니아와 튀르키예 정부가 주도하는 컨소시엄에 의해 공공-민간 파트너십 하에 '에어 알바니아'라는 항공사를 설립하기로 합의한 뒤 2018년 5월 16일 터키항공이 지분의 49%를 소유하고 나머지 51%는 공개 매각처리했다.
그리고 2019년 4월 터키항공에서 리스한 에어버스 A319기를 통해 처음으로 운항을 시작했으며 현재는 에어버스 A320-200 여객기를 2대 보유하고 있다.

## 운항 노선
알바니아
- 티라나 - 너너테레사 티라나 국제공항 (허브)
- 쿠커스 - 쿠커스 자예드 국제공항 (계절편)

 영국
- 런던 - 개트윅 공항

 오스트리아
- 빈 - 빈 국제공항

 이탈리아
- 로마 - 로마 피우미치노 공항
- 베네치아 - 트레비소 산탄젤로 공항
- 베로나 - 베로나 빌라프란카 공항
- 밀라노 - 밀라노 말펜사 공항
- 볼로냐 - 볼로냐 굴리엘모 마르코니 공항
- 피사 - 피사 국제공항
- 베르가모 - 밀라노 베르가모 공항

 스위스
- 제네바 - 제네바 공항

 스위스 /  프랑스 /  독일
- 바젤, 뮐루즈, 프라이부르크 - 유로 에어포트 (계절편)

 튀르키예
- 앙카라 - 앙카라 에센보아 공항
- 안탈리아 - 안탈리아 공항 (계절편)
- 이스탄불 - 이스탄불 공항
- 이즈미르 - 이즈미르 아드난 멘데레스 공항

## 보유 기종
- 에어버스 A320

## 과거 보유 기종
- 보잉 737-800
- 에어버스 A319-100
- 에어버스 A320